# Devičany
Devičany (Hongaars: Baka) is een Slowaakse gemeente in de regio Nitra, en maakt deel uit van het district Levice.
Devičany telt 398 inwoners.